# 12288 Verdun
12288 Verdun (1991 GC6) là một tiểu hành tinh vành đai chính được phát hiện ngày 8 tháng 4 năm 1991 bởi E. W. Elst ở Đài thiên văn Nam Âu.